# Silence S04
Silence S04 – elektryczny mikrosamochód produkowany pod hiszpańską marką Silence od 2022 roku.

## Historia i opis modelu

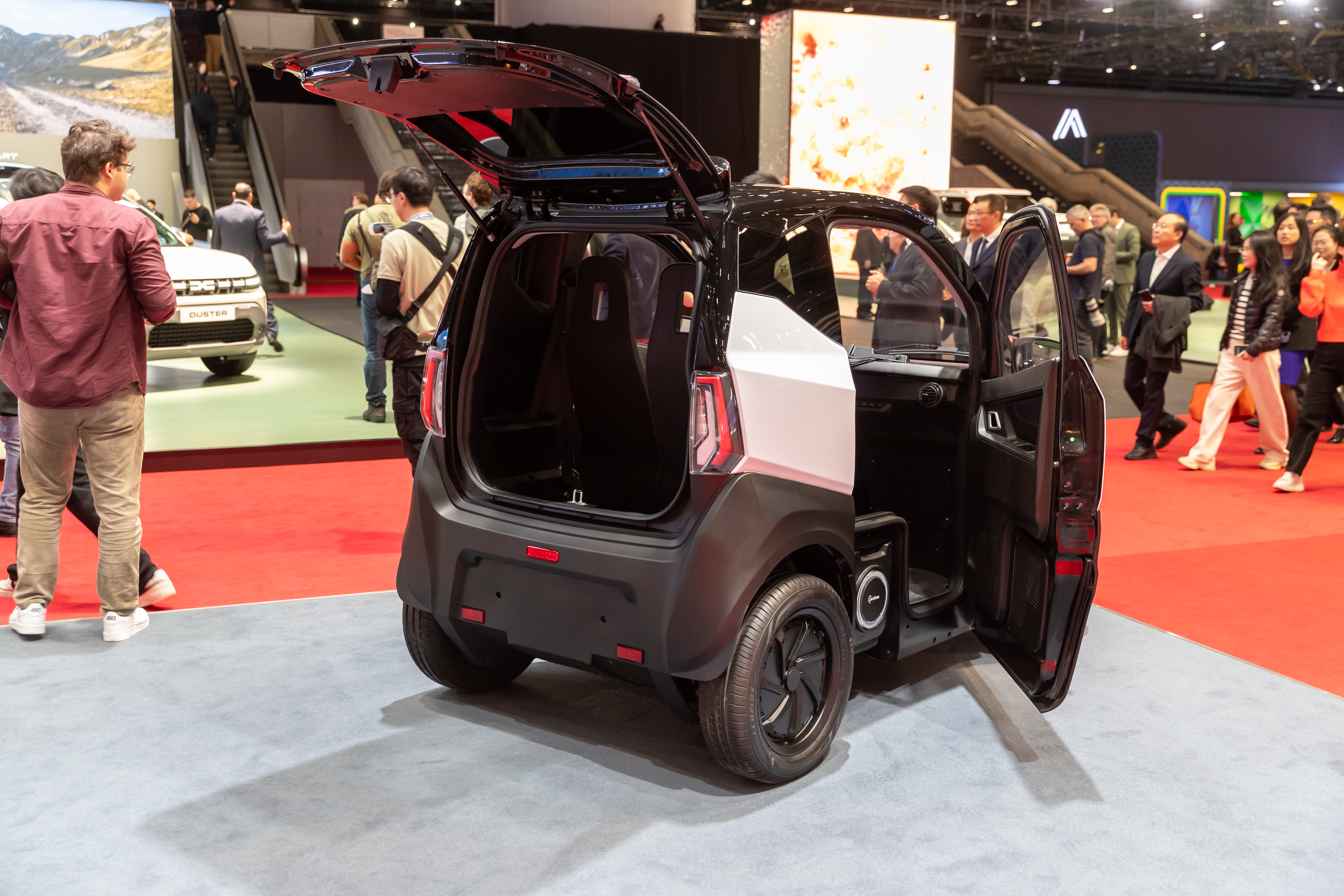
Silence S04 - tył

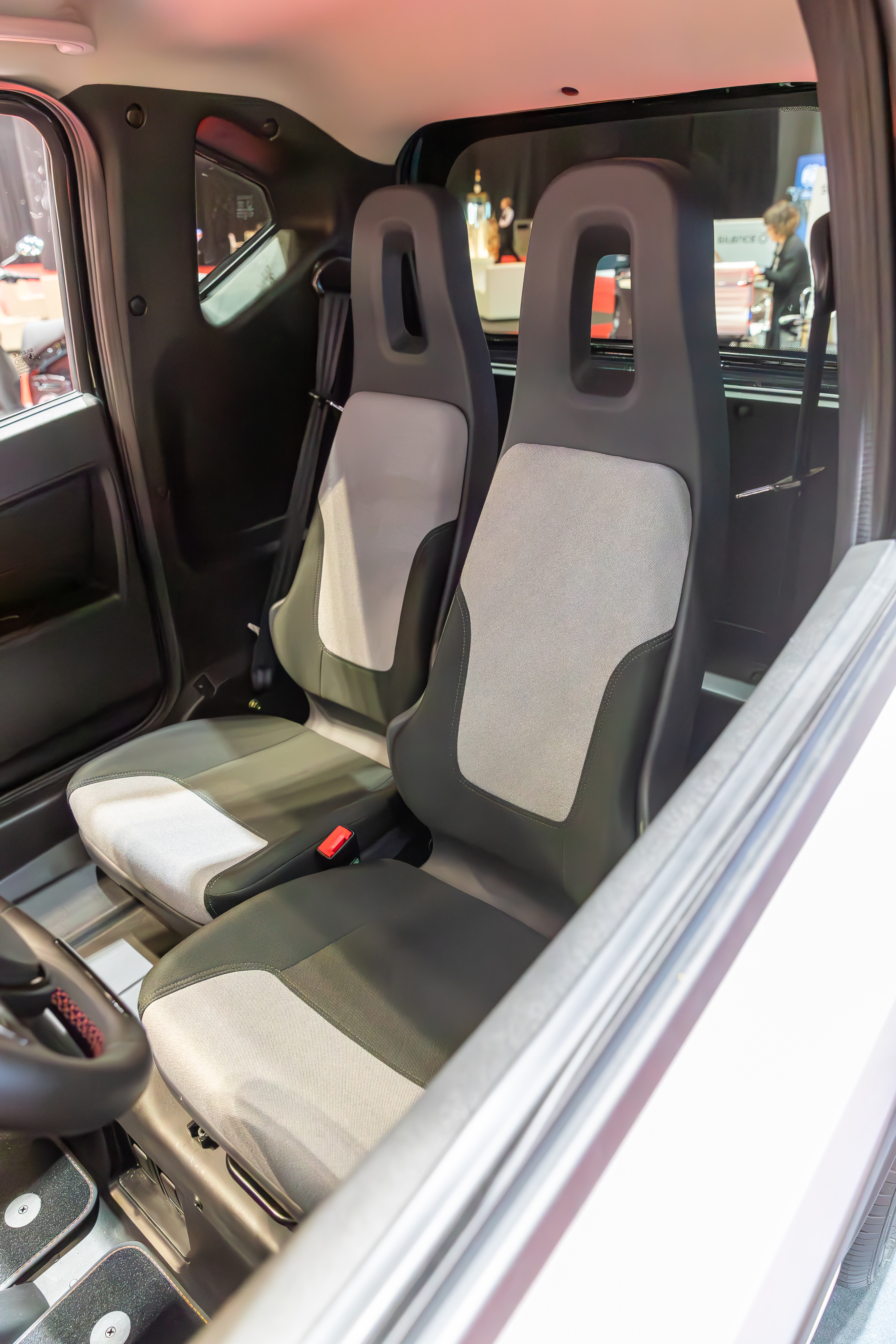
Silence S04 - wnętrze

W październiku 2021 roku hiszpański producent elektrycznych skuterów Silence ogłosił wkroczenie do branży motoryzacyjnej, prezentując swój pierwszy mikrosamochód o nazwie Silence S04. Pojazd powstał jako odpowiedź na konkurencyjne pojazdy europejskich producentów jak Citroën, Microlino, Opel czy Renault.
Przyjął on postać 2-drzwiowego hatchbacka o jednobryłowej sylwetce bogato zdobionej przez dwubarwne akcenty o lakierowanej i szarej strukturze. Charakterystycznym elementem stały się agresywnie stylizowane reflektory wykonane w pełni w technologii LED. Producent zdecydował się wygospodarować relatywnie obszerny w stosunku do niewielkich wymiarów zewnętrznych bagażnik, który pozwala na pomieszczenie do 310 litrów bagażu.

### Sprzedaż
Początek sprzedaży Silence S04 wyznaczony został na początek 2022 roku, z ceną wywoławczą za najtańszy egzemplarz w wysokości 7500 euro. Pojazd bazowo można kupić bez akumulatora, a następnie odwiedzać stacje wymiany płacąc subskrybcje 20 euro miesięcznie, uzyskując zawsze naładowaną baterię.

### Dane techniczne
Silence S04 jest samochodem elektrycznym, a producent do dyspozycji nabywców oddał dwa warianty napędowe. Tańszy, spełniający regulacje dotyczące pojazdów niskich prędkości, rozwija moc 8 KM i 40 km/h prędkości maksymalnej. Droższy dzięki mocy 19 KM rozpędza się do 90 km/h. Dzięki baterii o pojemności 11,2 kWh samochód może przejechać na jednym ładowaniu do 150 kilometrów.